# سابینان

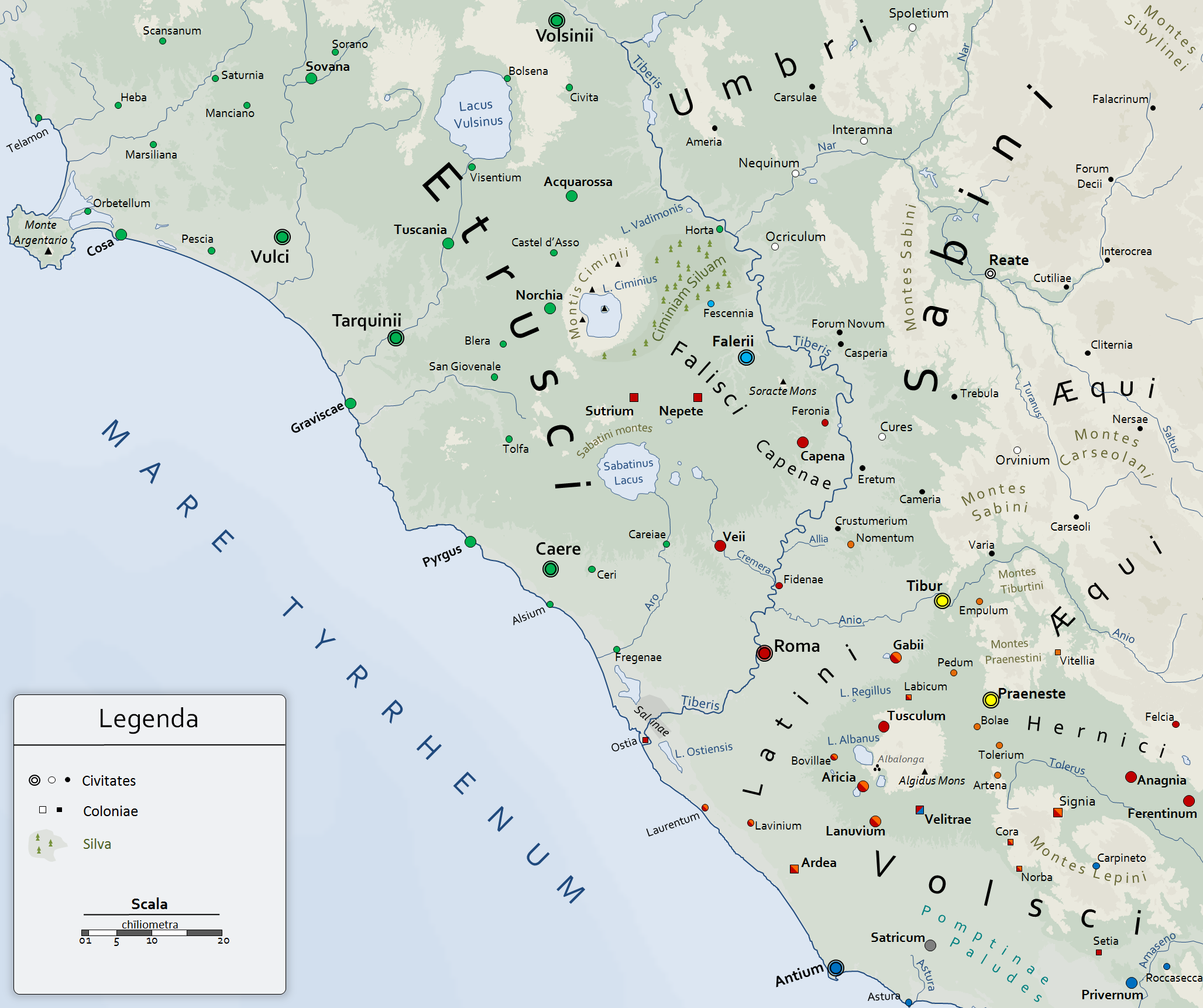
در این نقشه روم با عنوان Roma و سابینان با عنوان Sabini نمایانده شده‌اند که، چنان‌که دیده می‌شود، در شمال‌شرقی روم سکنی داشتند و مهم‌ترین شهرشان کورس (در نقشه با عنوان Cures) بود.

سابینان (به لاتین: Sabini)قبیله‌ای باستانی ایتالیایی بودند که در مرکز کوه‌های آپنین و پیش از تأسیس روم می‌زیستند و پس از ظهور روم نیز همسایگان شمال‌شرقی ایشان بودند. این قوم جنگ‌های بی‌شماری با رومیان داشت.

## داستان ربودن زنان سابینی
افسانهٔ ربودن زنان سابینی می‌گوید که وقتی به‌تازگی شهر روم به‌دست رومولوس تأسیس شده بود، به‌دلیل قلت تعداد زنان امکان زادوولد نبود و نسل رومیان یک یا دو نسلْ بیشتر به درازا نمی‌کشید. پس رومولوس، به‌توصیه‌ی سناتورها، سفیرانی به دولت‌شهرهای همجوار فرستاد تا از آنان درخواست ازدواج و نکاح برای مردانش کنند. اما رؤسای دولت‌های همسایه پاسخ منفی و حتی استهزاءآمیز به این فرستادگان دادند. پس رومولوس دست‌به‌کار آن شد تا هرطور شده، حتی به‌زور، زنان اقوام همسایه را به روم بکشاند و به عقد مردان رومی دربیاورد. پس جشنواره‌ای موسوم‌به  کنسوالیا را به‌افتخار نپتون ترتیب داد و خَلق‌های همسایه ــ از جمله آنتم‌ناتان، کروستومینان، کاینیننسان و  سابینان ــ را بدین جشن دعوت و وانمود کرد که از پاسخ منفی همسایگان ناراحت نیست. وقتی این زنان با پدران و مادران و برادران خود وارد روم شدند، بازی‌ها شروع شد. ناگهان و مطابق نقشه‌ی قبلی، مردان جوان رومی از اینسو و آنسو وارد معرکه شدند و هر دختر باکره‌ی سابینی را که سر راه خود می‌دیدند می‌ربودند و به خانه‌ی خود می‌بردند.

### انتقام‌گیری والدینِ باکرگانِ ربوده‌شده

#### جنگ با کاینیننسان و آنتم‌ناتان و کروستومینان
در روز جشنواره و ربودن دختران، پدران و مادران این باکرگان نتوانستند کاری کنند. پس گریان و نالان از آن جشنواره بیرون رفتند و به خدایان شکایت بردند که چرا رومیان از حسن‌اعتمادشان سوءاستفاده کرده‌اند. پس از چندی، بر گِرد تیتوس تاتیوس، پادشاه سابینان، آمدند و از او خواستند سپاهی راست کند و به‌جنگ رومیان برود و دخترانشان را بدیشان بازگرداند. تاتیوس پذیرفت. اما پیش از لشکرکشی به‌سوی روم، کاینیننسان احساس کردند که تاتیوس و دیگر متحدان با حرارت کافی نمی‌شتابند. پس خودشان ابتکار عمل را در دست گرفته به‌تنهایی بر قلمرو روم تاختند. اما رومولوس با سپاهش سر راهشان سبز شد و با یک درگیری مختصر شکستشان داد. سپس سپاه آنتم‌ناتان بر قلمرو روم تاخت. رومولوس ایشان را و بعد کروستومینان را نیز شکست داد. هرسیلیا، همسر رومولوس، از شوهرش خواست که والدین باکرگانِ ربوده‌شده را در شهروندی روم بپذیرد، چه دولتش با سیاست صلح‌وسازش می‌تواند تقویت هم بشود. رومولوس درخواستش را پذیرفت. در نتیجه، از آن شهرها به‌سوی روم مهاجرت‌های انبوهی شد که بیشتر این مهاجران را والدین و بستگان دوشیزگان ربوده‌شده تشکیل می‌دادند.

#### جنگ با سابینانِ تحت رهبری تیتوس تاتیوس و مداخله‌ی زنان

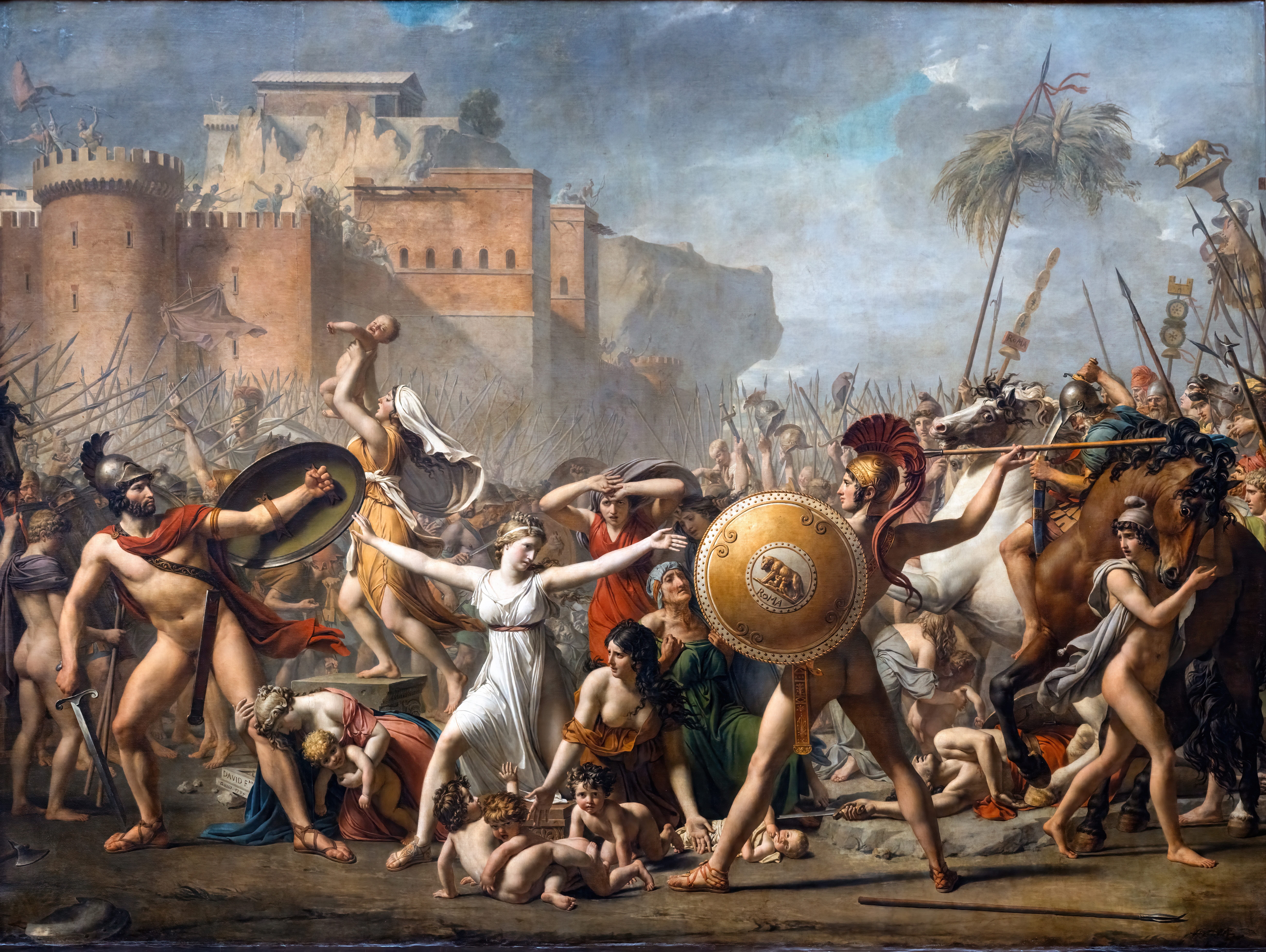
زنان سابینی بر ترسِ زنانه‌شان غلبه می‌کنند و خود را به وسط میدان جنگ می‌اندازند و از شوهرانِ رومی و پدران و برادرانِ سابینی‌شان خواهش می‌کنند که یکدیگر را نکشند و جنگ را تمام کنند. زنی سفیدپوش که در تصویر برجسته است هرسیلیا، همسر رومولوس، است که رومولوس (فرمانده‌ی رومیان) و تاتیوس (فرمانده‌ی سابینان) را از یکدیگر جدا می‌کند. (نام اثر: مداخله زنان اهل سابین)

سپس میان پدران و برادرانِ این زنان ــ به‌رهبری تیتوس تاتیوس ــ و رومیان ــ به‌رهبری رومولوس ــ جنگی خونین در گرفت. زنان سابینی، که تاب دیدن کشته شدنِ شوهرانِ رومی و پدران سابینی‌شان را نداشتند، خویشتن را به وسط بارانِ نیزه‌ها انداختند. آنان شوهران و پدران خود را التماس می‌کردند که از ریختن خون یکدیگر دست بدارند و اسباط خود (فرزندان این دسته و نوه‌های آن دسته) را به ننگ پدرکشی بدنام نکنند و خون پدرزنان و دامادان خود را نریزند و گفتند که «همان بهتر که ما زنان ــ که مسبب این جنگیم ــ بمیریم، زیرا طاقت نداریم چونان بیوگان یا یتیمان بزییم.» این التماس دو سپاه را تحت‌تأثیر قرار داد و جنگ را متوقف کرد و سکوتی سنگین حکمفرما شد. سپس سران دو سپاه، رومولوس و تاتیوس، جلو آمدند و معاهده‌ی صلح بستند و پادشاهی متحدی به مرکزیت روم تشکیل دادند. پس از این واقعه، زنان سابینی در چشم شوهران و پدرانشان عزیزتر هم شدند.
ربودن زنان سابینی بدل به سوژه‌ای در هنر شده است و آثار بسیاری راجع‌به آن آفریده‌اند.